# Жанадала (Жетисайський район)
Жанада́ла (каз. Жаңадала) — село у складі Жетисайського району Туркестанської області Казахстану. Входить до складу сільського округу Шаблана Дільдабекова.
Населення — 1927 осіб (2021; 1713 у 2009, 1468 у 1999, 1249 у 1989).